# Tugalan
Tugalan (tadż. Тугалан) – miejscowość w Tadżykistanie (wilajet chatloński); 19 tys. mieszkańców (2006). Ośrodek przemysłowy.